# Indice topologico
Nell'ambito della teoria chimica dei grafi e della topologia molecolare, e più in generale in chimica matematica, l'indice topologico (noto anche come descrittore topologico o indice di connettività) è un descrittore molecolare calcolato in base al grafo chimico di un dato composto chimico. Gli indici topologici sono parametri numerici di un grafo che caratterizzano la sua topologia e sono solitamente proprietà invarianti.
Tra i principali usi degli indici topologici figura quello implicato nella determinazione della relazione quantitativa struttura-attività (QSAR) tramite la quale è possibile stabilire la correlazione tra la struttura chimica di una molecola e la sua attività biologica o altre proprietà chimico-fisiche.

## Gli indici
I descrittori topologici sono ottenuti dai grafi molecolari, ricavati con la soppressione degli atomi di idrogeno, in cui gli atomi sono rappresentati tramite vertici e i legami tramite i lati. Le connessioni tra gli atomi possono essere descritte attraverso varie matrici topologiche (per esempio matrici di distanza o adiacenza) le quali possono essere matematicamente espresse ricavando un singolo numero, che rappresenta l'indice topologico. Come conseguenza, gli indici topologici possono essere definiti come descrittori bidimensionali che possono essere calcolati facilmente a partire dai grafi molecolari, e non dipendono dal modo in cui il grafo viene descritto o etichettato e non necessitano della minimizzazione dell'energia della struttura chimica.
Gli indici topologici più semplici non riconoscono i doppi legami e il tipo di atomi (C, N, O etc.), oltre a ignorare gli atomi di idrogeno. Quelli più sofisticati prendono in considerazione anche l'ibridizzazione di ciascuno degli atomi contenuti nella molecola. Sono state introdotte centinaia di differenti indici; il primo indice ad essere stato introdotto nella teoria chimica dei grafi è l'indice di Hosoya. Un altro indice molto noto è l'indice di Wiener. Gli indici di Hosoya e di Wiener sono due esempi di indici globali che descrivono l'intera molecola, mentre gli indici locali si riferiscono a ciascun atomo in una molecola. La capacità di discriminazione è invece una caratteristica molto importante degli indici topologici, i quali possono presentare uno stesso valore per un sottoinsieme di grafi molecolari differenti con la conseguente impossibilità di differenziare fra loro tali grafi. Per incrementare la capacità di discriminazione alcuni indici topologici possono essere combinati in un superindice. Infine, l'ultima importante caratteristica degli indici topologici da tenere in considerazione è la loro differente complessità computazionale.